# Économie du Turkménistan
L'économie du Turkménistan est fortement dépendante de l'exploitation de son gaz naturel (il dispose de la cinquième plus importante réserve au monde) ainsi que de son pétrole, qui représente 60 % de ses exportations. Dans le domaine de l'agriculture, la moitié des terres irriguées est utilisée pour cultiver le coton, faisant du pays le dixième plus important producteur au monde.
L’enseignement ainsi que les services de santé se sont dégradés depuis l’éclatement de l’URSS. Cette crise sociale se double d’un désastre écologique, avec des eaux salinisées et une mer Caspienne polluée. La distribution de l’eau s’avère désastreuse, produisant de très importantes pertes.
L’économie turkmène est caractérisée par une très faible libéralisation depuis la chute de l’URSS, et demeure une économie planifiée, hautement centralisée avec une forte corruption. Les investissements étrangers et l’entrepreneuriat sont sous stricte surveillance étatique. Il est classé avant-dernier dans l’ indice de liberté économique, juste devant la Corée du Nord. Les industries manufacturières, les moyens de transport, les médias, l’énergie et l’agriculture sont en grande partie nationalisée. Les entreprises publiques dominent la vie économique du pays.

## Indicateurs
- Taux de croissance : 10 % en moyenne entre 2010 et 2014[8].
- Taux d'inflation : 10 % (estimation en 2009)
- Taux de chômage : 4,13 % (2022) dont 11% parmi les 15-24 ans (2021)[1]

En 2006, on estimait qu'un peu plus de 50 % de la population vivait en dessous du seuil de pauvreté. En 2012, ce chiffre descend à 0,12%

Productions
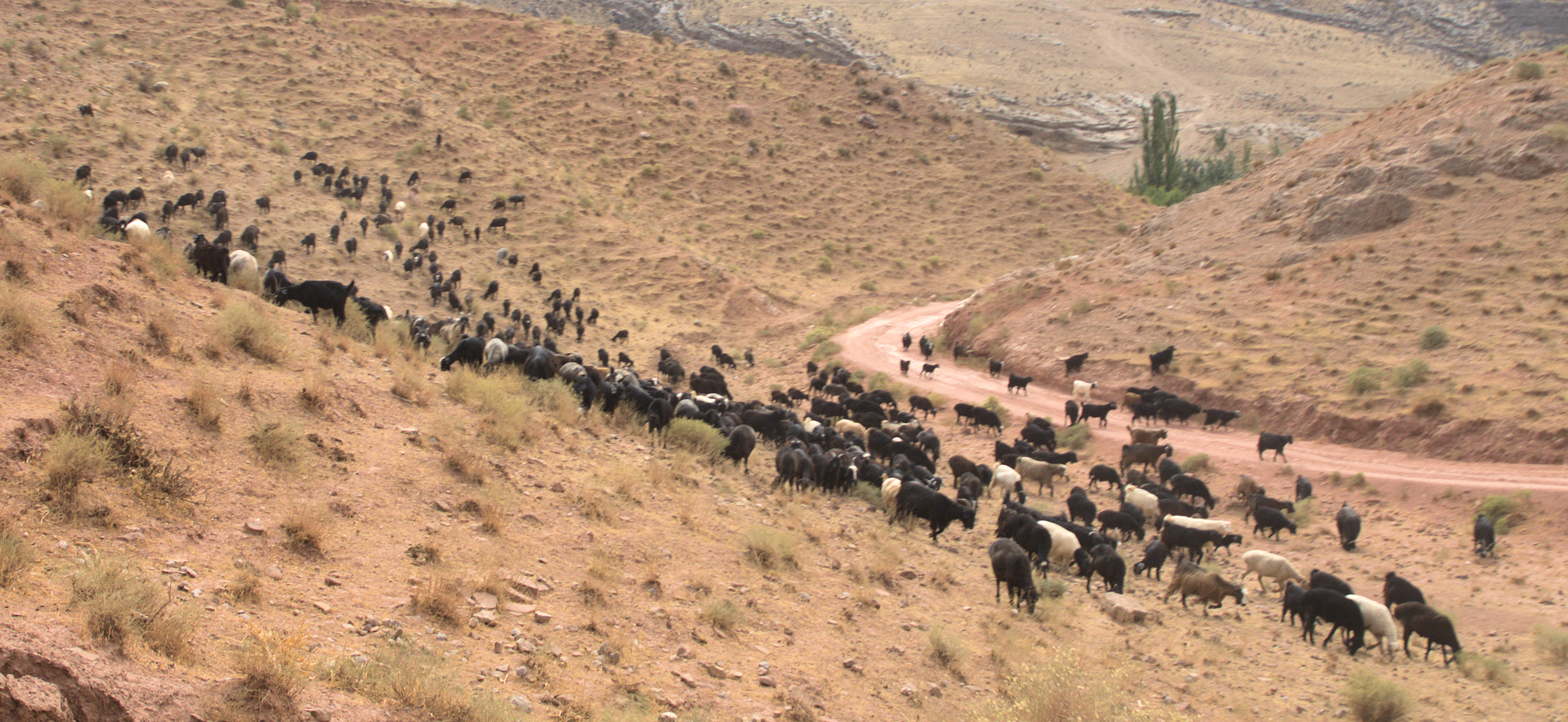
Moutons et chèvres dans la province d'Ahal en octobre 2017.
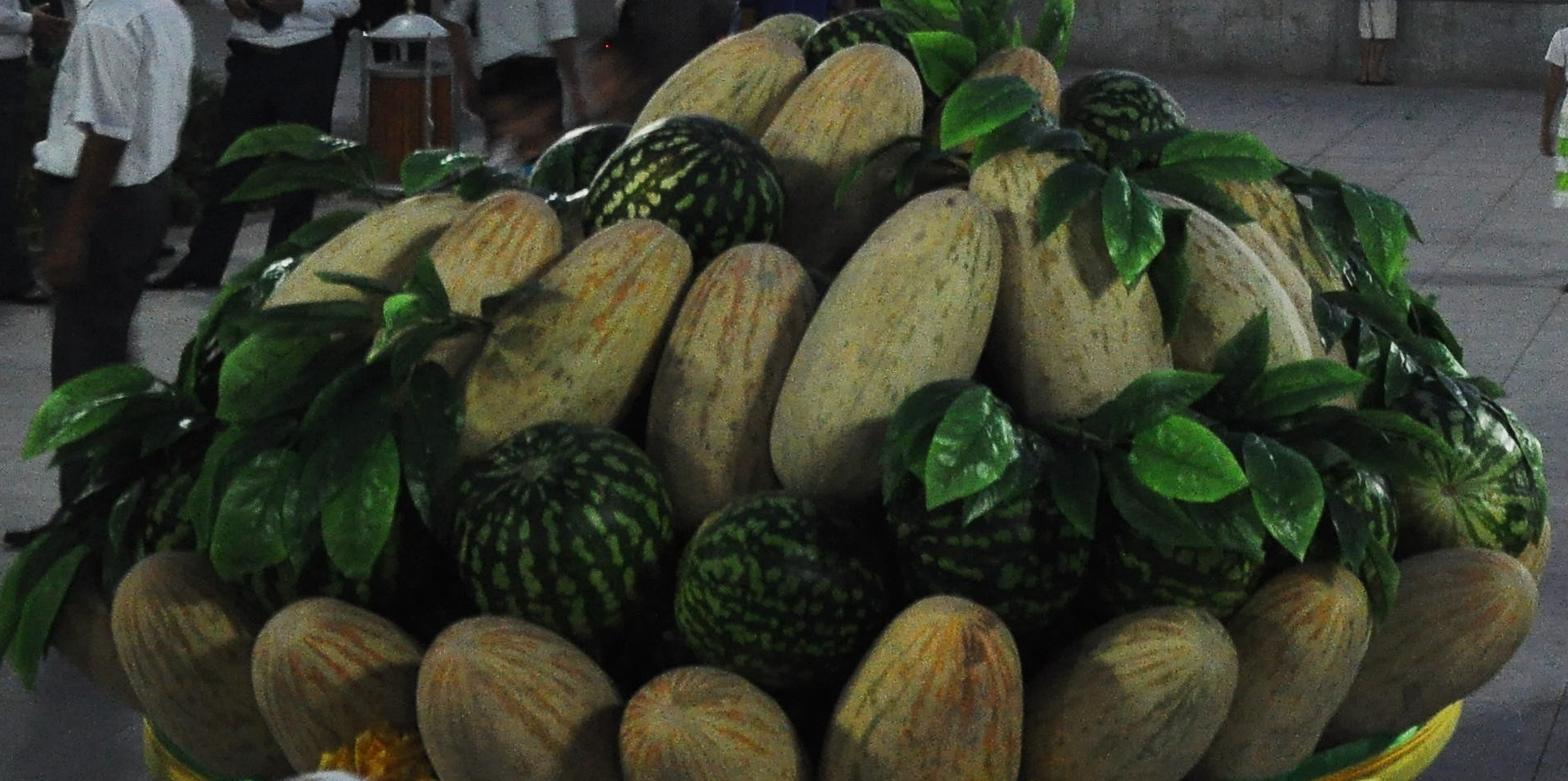
Melons et pastèques en août 2012.
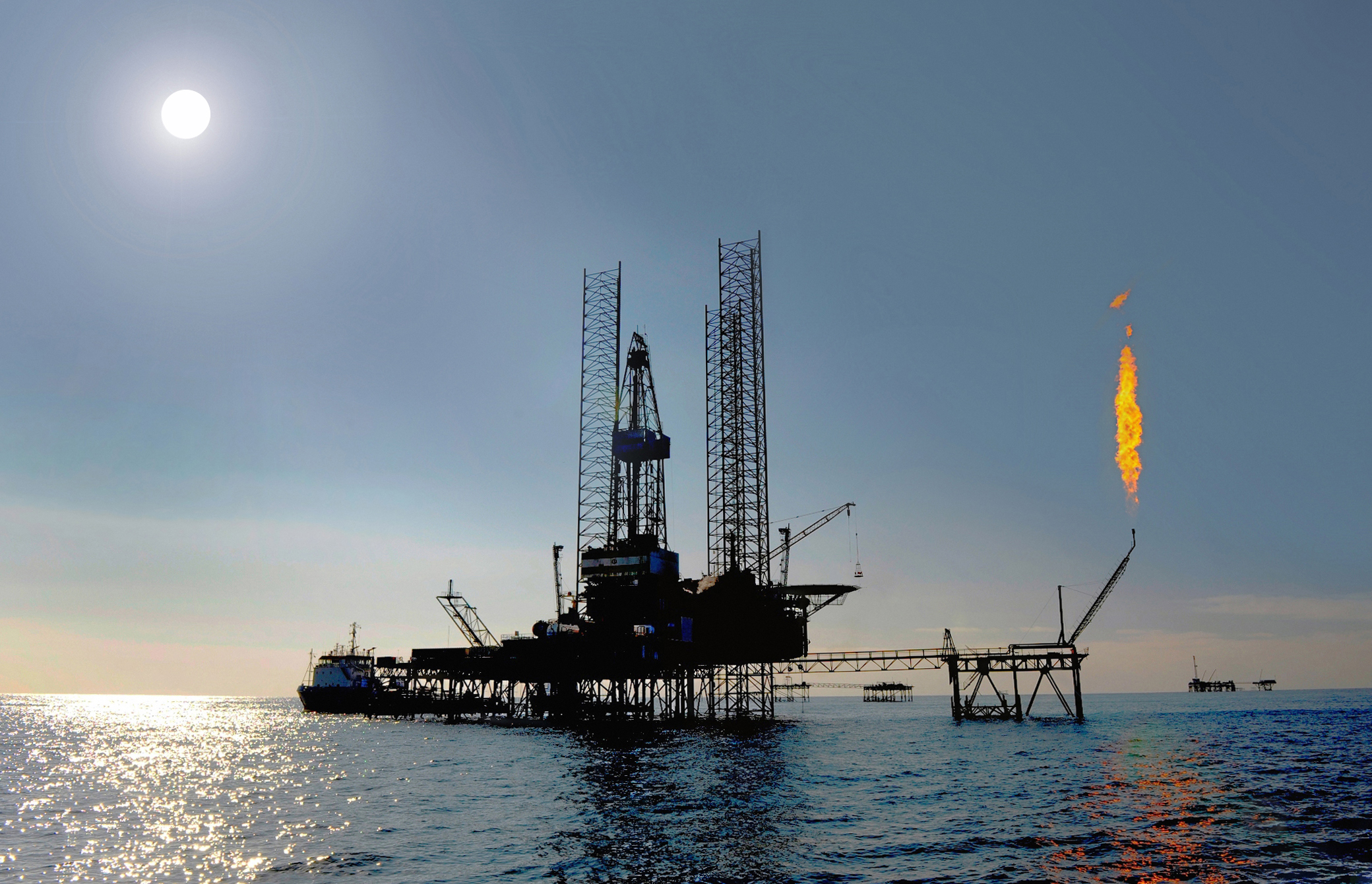
Plate-forme pétrolière sur la mer Caspienne en avril 2009.

## Transports
Le réseau ferroviaire est le principal moyen de transport turkmène. Les routes sont également développées grâce aux voies rapides. Le transporteur aérien national, Turkmen Airlines, lui est moins utilisé. Le transport maritime est quasiment inutilisé.
La route européenne E60 traverse, par son prolongement asiatique, le Turkménistan.

Transports
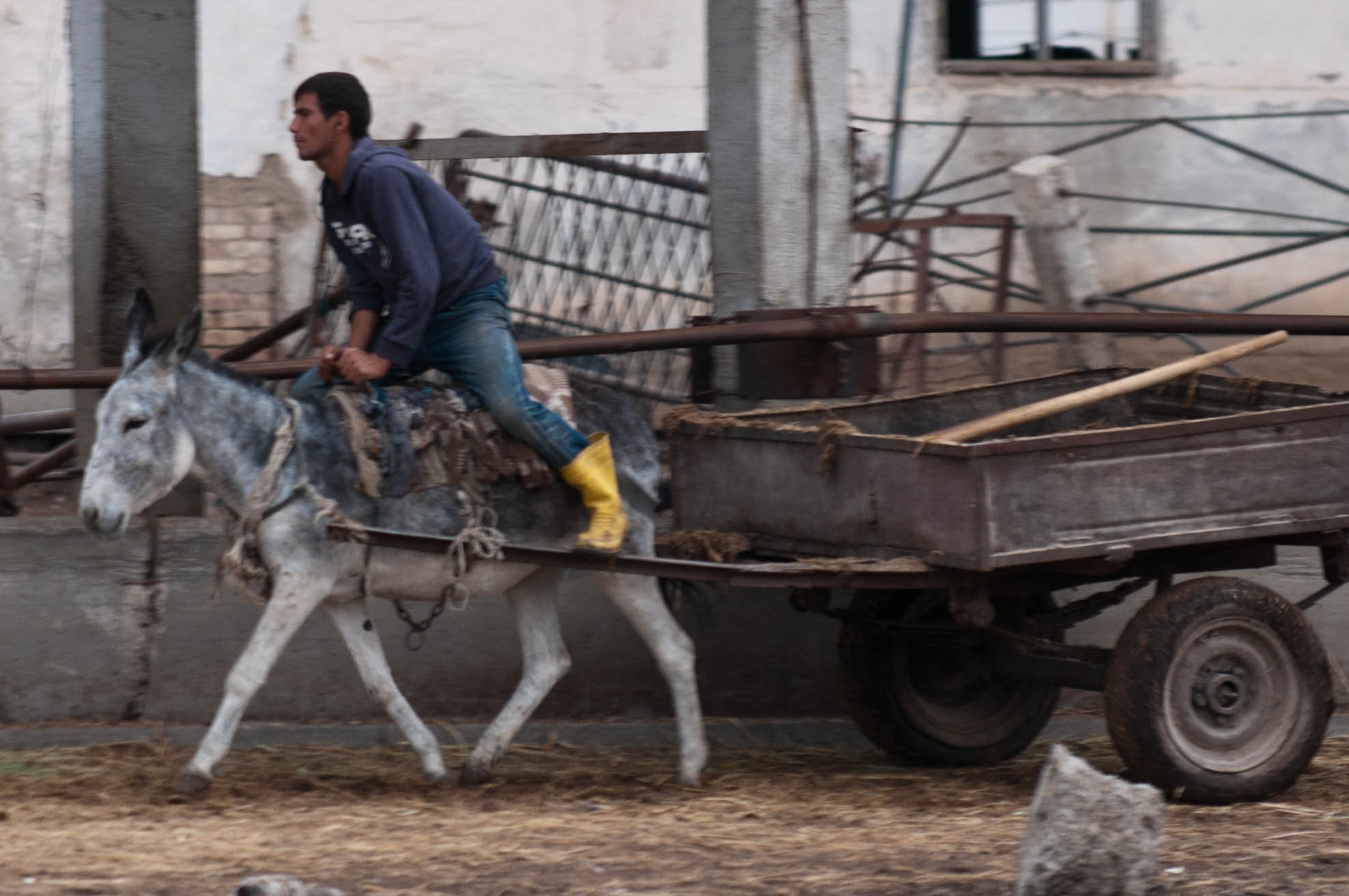
Carriole à âne en octobre 2011.
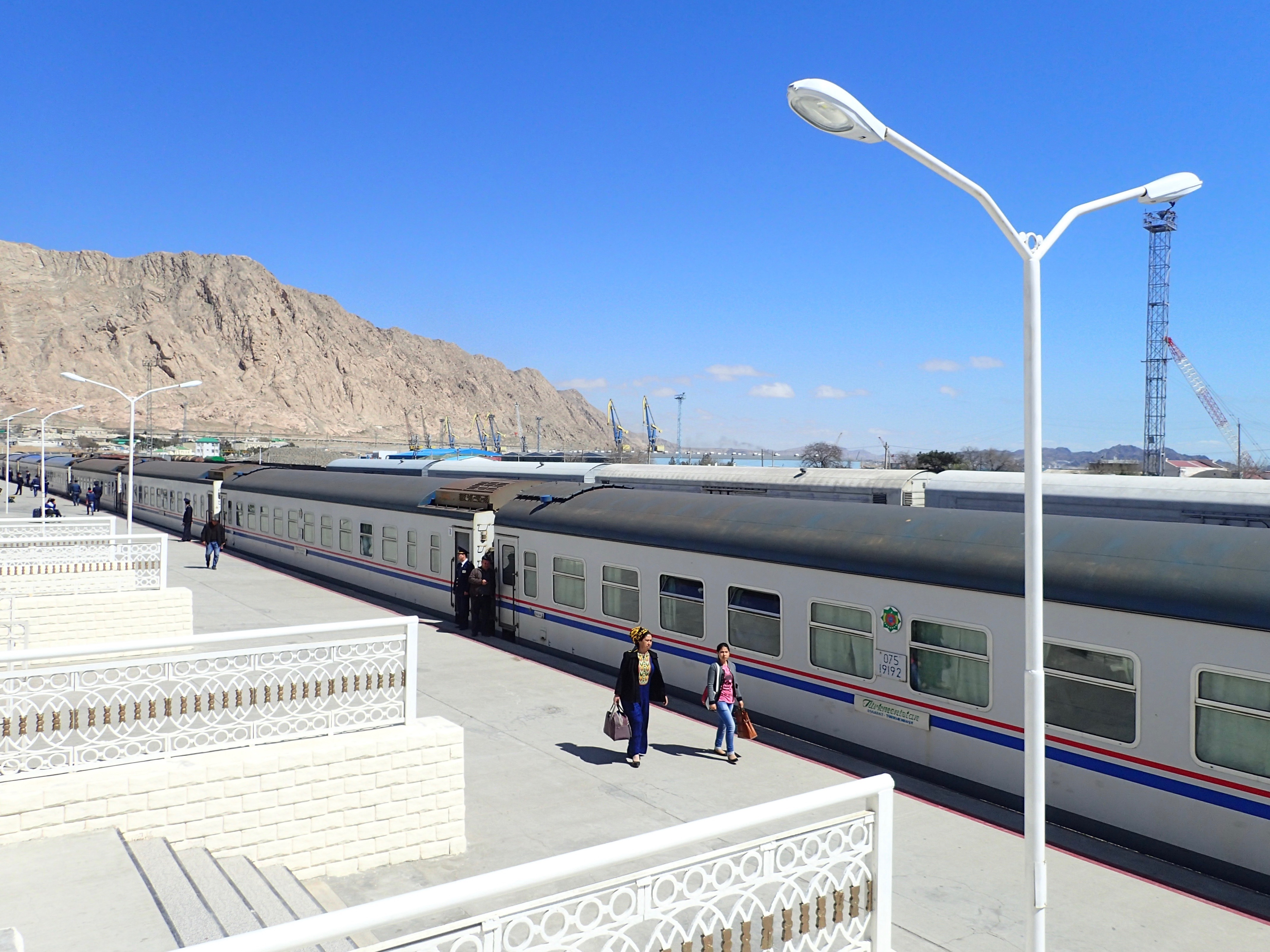
Train à Türkmenbaşy en avril 2017.
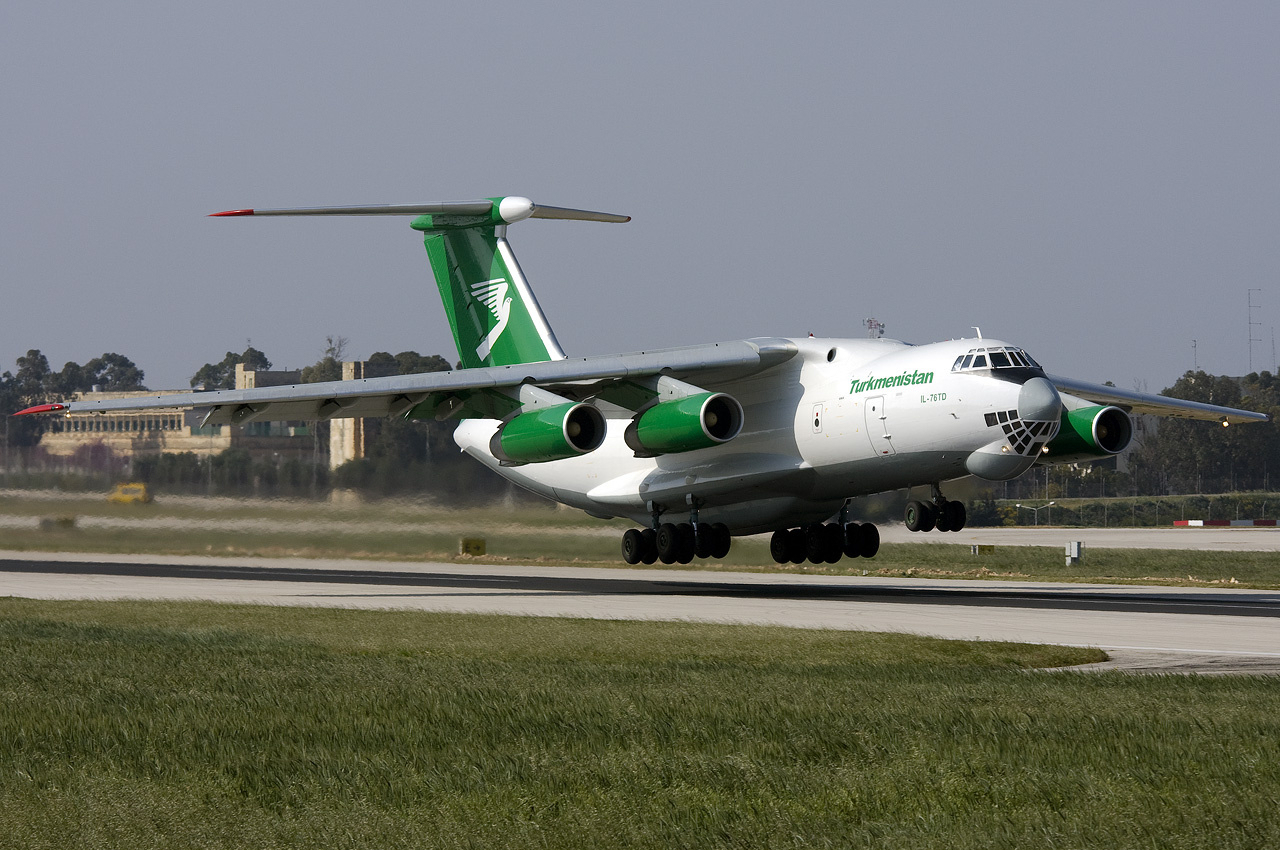
Avion Iliouchine Il-76 de Turkmenistan Airlines en avril 2009.

## Partenariats étrangers
Le Turkménistan fait appel à de nombreuses entreprises étrangères, l'une des clés des partenariats étant la traduction du Ruhnama, un livre de propagande écrit par Niazov. Le groupe de construction turc Polimeks ainsi que les français Vinci (VCGP) et Bouygues, sont présents au Turkménistan.